# Motutara Island (Waikato)
Motutara Island ist eine kleine Felseninsel im Whaingaroa Harbour in der Region Waikato auf der Nordinsel von Neuseeland.

## Geographie
Die Insel befindet sich im südlichen Teil des Whaingaroa Harbour in der Okete Bay. Die 28 m mal 17 m große Insel liegt rund 95 m nördlich des Ufers und eines kleinen Anwesens.